# GM-12
Eine GM-12 ist eine zerstörbare meteorologische Rakete, die nach Erfüllung ihrer Mission mithilfe von Sprengfolien, die in den Raketenkörper eingearbeitet sind, in ungefährliche kleine Trümmerstücke zerlegt werden kann. Eine solche Rakete hat den Vorteil, dass sie auch über bewohntem Gebiet niedergehen kann, ohne Sach- und Personenschäden zu verursachen.
Die Versuchsrakete der Kunststofftechnischen Studiengesellschaft mbH (KTS) in Bonn-Beuel hatte eine Länge von 1,85 m, ein Startgewicht von 23 kg, einen Durchmesser von 0,116 Metern, eine Brennzeit von 2,25 Sekunden und eine Gipfelhöhe von 12 Kilometern. Sie dürfte die einzige zerstörbare Rakete gewesen sein, die je geflogen ist.
Allerdings gibt es große Probleme, die für die Düse notwendigen Metallteile zu zerlegen. Daher ist kein Serienbau zerstörbarer Raketen erfolgt. Auch in den USA wurde an einer zerstörbaren Rakete gearbeitet.

## Quelle
- H.-U. Widdel, Meteorologische Raketen in Deutschland, Schriftenreihe der Deutschen Raumfahrtstellung e.V., Morgenröthe-Rautenkranz